# Catocrocis lithosialis
Catocrocis lithosialis är en fjärilsart som beskrevs av Émile Louis Ragonot 1891. Catocrocis lithosialis ingår i släktet Catocrocis och familjen mott. Inga underarter finns listade i Catalogue of Life.